# Okręg Bourges
Okręg Bourges (fr. Arrondissement de Bourges) – okręg w środkowej Francji, w departamencie Cher. Liczba ludności wynosi 174 tysiące.

## Podział administracyjny
W skład okręgu wchodzą następujące kantony:
- Aix-d'Angillon,
- Baugy,
- Bourges-1,
- Bourges-2,
- Bourges-3,
- Bourges-4,
- Bourges-5,
- Chârost,
- Henrichemont,
- Léré,
- Levet,
- Saint-Doulchard,
- Saint-Martin-d'Auxigny,
- Sancergues,
- Sancerre,
- Vailly-sur-Sauldre.